# Der Onyxknopf
Der Onyxknopf ist ein Kriminalfilm von 1917 der Filmreihe Joe Deebs.

## Handlung
Ein Mann findet in seiner Wohnung die Notiz vor, in der ihn seine Frau bittet, sie abends vom Bahnhof abzuholen, da sie tagsüber zu ihrer Mutter gefahren sei. Bevor er sie abholen will, besucht er das Atelier eines befreundeten Malers und findet dort zu seinem Schrecken die Leiche seiner Frau. Er gerät in Verdacht, mehrere andere Personen auch. Am Ende stellt sich heraus, dass Joe Deebs' Geliebte die Mörderin aus Eifersucht war.

## Hintergrund
Produziert wurde der Film von May-Film GmbH Berlin (Nr. 20). Die Bauten schuf Uwe Jens Krafft, gedreht wurde im Juli 1917. Er hat eine Länge von vier Akten auf 1867 Metern, ca. 102 Minuten. Die Polizei Berlin erließ im September 1917 ein Jugendverbot (40941), die Polizei München verbot die Ankündigung als Detektivfilm (Nr. 25298, 25299, 25300, 25301). Die Uraufführung war am 28. September im Tauentzien-Palast in Berlin.
Für den 18-jährigen Curt Courant, der 1917 sein Debüt als Chefkameramann gegeben hatte, war Der Onyxknopf einer seiner ersten Filme.

## Aufführung
Der Onyxknopf lief am 5. Oktober 1917 in Dresden im Theater Colosseum, nachmals Vaterland-Lichtspiele, am Freiberger Platz 20.